# Platylecanium fusiforme
Platylecanium fusiforme är en insektsart som först beskrevs av Green 1922.  Platylecanium fusiforme ingår i släktet Platylecanium och familjen skålsköldlöss.
Artens utbredningsområde är Sri Lanka. Inga underarter finns listade i Catalogue of Life.